# Université d'Alep
L'université d'Alep (en arabe : جامعة حلب ; en anglais : Aleppo University) est un établissement d'enseignement supérieur situé à Alep, au nord-ouest de la Syrie.
En 2005-2006, l'université comptait plus de 61 000 étudiants de premier cycle, plus de 1 500 étudiants de troisième cycle et environ 2 400 membres du corps enseignant. L'université compte 25 facultés et 10 collèges universitaires secondaires.

## Historique
Fondé en 1946 et initialement affilié à l'université de Damas, le « Collège de génie civil » a acquis le statut d'université de plein droit en 1958 pour devenir l'université d'Alep.
En 2012, lors du soulèvement révolutionnaire, des milices affiliées pro-Assad assassinent des étudiants soupçonnés d'être opposés au régime syrien, y compris en les défenestrant depuis les logements étudiants. Le 15 janvier 2013, 82 personnes ont été tuées lors des bombardements qui ont frappé l'université d'Alep. Les explosions auraient frappé une zone située entre les résidences étudiantes de l'université d'Alep et la faculté d'architecture. Le bilan initial était de 52 morts, mais le gouverneur d'Alep a ensuite revu ce chiffre à la hausse.
Fin novembre 2024, les environs de l'université d'Alep sont le théâtre d'affrontements entre les forces rebelles et les forces du régime, tuant quatre civils dont deux étudiants lors d'une attaque qui a touché une résidence universitaire selon l'agence de presse du régime,. Les forces du régime sont finalement chassées de la ville par les rebelles le 30 novembre 2024. Le 1er décembre suivant, huit civils sont tués dans des frappes aériennes russes près de l'université.

Logo.

## Personnalités liées à l'université

### Anciens étudiants
- Shahla Ujayli, romancière syrienne.
- Ruqia Hassan, journaliste citoyenne syrienne et opposante à l'État islamique, exécutée en 2015.
- Hadeel Kouki, militante pour les droits humains syrienne.
- Abou Lôqman : chef de l'Amniyat, les services de renseignement de l'État islamique[7]